# Hong Jeong-ho (football)
Pour les articles homonymes, voir Hong Jeong-ho.
Dans ce nom coréen, le nom de famille, Hong, précède le nom personnel.
Hong Jeong-ho (en coréen : 홍정호), né le 12 août 1989 à Jeju, est un footballeur international sud-coréen. Évoluant au poste de défenseur central, il joue actuellement pour Jeonbuk Hyundai Motors.

## Palmarès

### En équipe nationale
Avec l'équipe de Corée du Sud :
- Troisième de la Coupe d'Asie en 2011

### Distinction individuelle
- Membre de l'équipe type du championnat sud-coréen en 2010

## Statistiques

### En club
Le tableau ci-dessous récapitule les statistiques de Hong Jeong-ho lors de sa carrière en club :
| Saison                | Club                  | Championnat           | Championnat | Championnat | Coupe(s) nationale(s) | Coupe(s) nationale(s) | Compétition(s) continentale(s) | Compétition(s) continentale(s) | Compétition(s) continentale(s) | Total | Total |
| Saison                | Club                  | Division              | M.          | B.          | M.                    | B.                    | Comp.                          | M.                             | B.                             | M.    | B.    |
| 2010                  | Jeju United FC        | 1                     | 21          | 1           | 6                     | 0                     | -                              | -                              | -                              | 27    | 1     |
| 2011                  | Jeju United FC        | 1                     | 16          | 0           | 2                     | 0                     | AFC                            | 6                              | 0                              | 24    | 0     |
| 2012                  | Jeju United FC        | 1                     | 9           | 0           | -                     | -                     | -                              | -                              | -                              | 9     | 0     |
| 2013                  | Jeju United FC        | 1                     | 11          | 1           | 3                     | 0                     | -                              | -                              | -                              | 14    | 1     |
| 2013-2014             | FC Augsbourg          | 1                     | 16          | 0           | -                     | -                     | -                              | -                              | -                              | 16    | 0     |
| 2014-2015             | FC Augsbourg          | 1                     | 17          | 0           | -                     | -                     | -                              | -                              | -                              | 17    | 0     |
| 2015-2016             | FC Augsbourg          | 1                     | 23          | 2           | 3                     | 0                     | C3                             | 2                              | 1                              | 28    | 3     |
| 2016                  | Jiangsu Suning FC     | 1                     | 12          | 2           | 3                     | 0                     | -                              | -                              | -                              | 15    | 2     |
| Total sur la carrière | Total sur la carrière | Total sur la carrière | 125         | 6           | 17                    | 0                     | -                              | 8                              | 1                              | 150   | 7     |

### But en équipe nationale
| No | Date             | Stade, ville, pays                              | Adversaire | Résultat | Compétition  |
| -- | ---------------- | ----------------------------------------------- | ---------- | -------- | ------------ |
| 1  | 15 novembre 2013 | Stade de la Coupe du monde, Séoul, Corée du Sud | Suisse     | V 2-1    | Match amical |